# Alasdair mac Mhaighstir Alasdair
 (décembre 2020).
Si vous disposez d'ouvrages ou d'articles de référence ou si vous connaissez des sites web de qualité traitant du thème abordé ici, merci de compléter l'article en donnant les références utiles à sa vérifiabilité et en les liant à la section « Notes et références ».
Œuvres principales
Aiseirigh na Seann Chanoin Albannaich
Alasdair Mac Dhòmhnaill, plus connu comme Alasdair mac Mhaighstir Alasdair (littéralement Alasdair fils du maître Alasdair, autrement dit du révérend Alasdair), ou Alexander Macdonald pour les anglophones, est un poète gaël du XVIIIe siècle, né en 1698 et mort en 1770.

## Biographie
Alasdair mac Mhaighstir Alasdair est né en 1690 à Àird nam Murchan, dans la paroisse dont son père était le pasteur. Sa famille était originaire d'Uibhist a deas et avait des liens avec le clan Raghnaill.Selon la tradition orale, l'instruction du jeune Alasdair aurait été assurée par son propre père. Il aurait ensuite étudié à l'université de Glasgow, bien que les archives de l'université ne l'attestent pas. La tradition veut aussi qu'il ait quitté l'université avant d'avoir terminé, afin d'épouser Sìne Dhòmhnallach de Gleann Èite. En 1728, ils ont un fils qu'ils prénomment Raghnall Dubh. Des documents datant de 1729 suggèrent qu'à cette époque, il était instituteur et catéchiste anglican de la Société écossaise pour la propagation du savoir chrétien (SPCK en anglais), pour la paroisse de l'île Fìonain (au niveau du détroit du Loch Shiel) dans la région de Fort William.
En 1738, Alasdair mac Mhaighstir Alasdair enseignait à Cille Chòmhain dans la péninsule d'Àird nam Murchan, et en 1739, à Coire Mhuilinn où il compose les fameux vers de Allt an t-Siùcair. En 1741, il publie son dictionnaire de gaélique, le premier ouvrage imprimé en gaélique écossais.

### «L'Année de Charles»
En gaélique écossais, 1745 est connu sous le nom de Bliadhna Theàrlaich, soit « l'Année de Charles » (en référence à Charles Édouard Stuart, ou « Bonnie Prince Charlie » pour les anglophones). Cette année-là, Alasdair mac Mhaighstir Alasdair délaisse l'enseignement et rejoint l'étendard de du prince dans la vallée du Fionghain. C'est à cette époque ou un peu avant qu'il se convertit au catholicisme et qu'il s'engage comme officier dans l'armée de Charles Édouard Stuart, dans le régiment du clan des Raghnall, sous les ordres de Raghnall Òg Mac Mhic Ailein. Il compose de nombreux chants jacobites, dont l' Òran nam Fineachan (le chant des clans), le Brosnachadh nam Fineachan (le soutien aux clans), l'Òran don Phrionnsa Teàrlach (le chant en l'honneur du prince Charles Édouard Stuart) et le Clò Mhic 'Ille Mhìcheil (la laine des fils du jeune Michel) ainsi qu'une satire se moquant des souverains de la maison de Hanovre. On pense qu'il a aussi écrit des textes en anglais, qui sont apparus peu de temps après la bataille de Chùil Lodair (Culloden pour les anglophones) et qui raconte « l'Année de Charles » en travers les yeux d'un officier gaël dans l'armée du prince Charles Édouard Stuart.

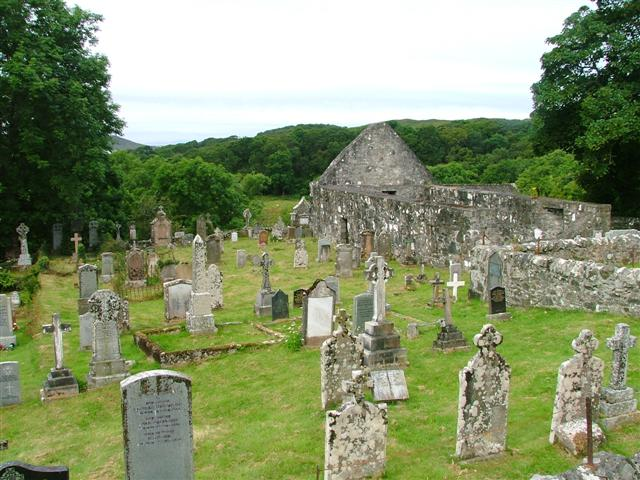
Le cimetière d'Àrasaig, où est enterré Alasdair Mac Mhaighstir Alasdair.

Après la bataille de Chùil Lodair, Alasdair mac Mhaighstir Alasdair et son épouse Sìne Dhòmhnallach sont en fuite. Selon la tradition orale, c'est à cette époque que Sìne Dhòmhnallach tombe enceinte. Finalement, ils obtiennent un baile fearainn (système gaël de division des terres, souvent traduit par « townland » en anglais), à Eigneig dans le Mùideart, et Alasdair mac Mhaighstir Alasdair devient bailli de l'Île de canna, qui dépendait du clan Raghnall.
En 1951, il publie ses poèmes dans un recueil intitulé Aiseirigh na Seann Chanoin Albannaich (« Renaissance de l'ancienne langue écossaise »), où il explore des styles très différents, des chansons d'amour chaleureuses comme Moladh Mòraig (ode à Morag), à la poésie célébrant la nature comme An Samhradh (l'été) et An Geamhradh (l'hiver). Il composait aussi bien de courtes satires caustiques que des grands chants héroïques tels que Bìrlinn Chlann Raghnaill.
Alasdair mac Mhaighstir Alasdair décède à Sanndaig ann an Àrasaig et il est enterré dans l'ancien cimetière de Cill Mhuire.

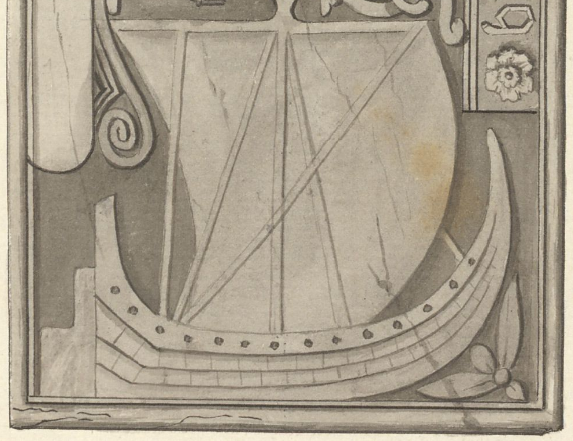
Bìrlinn Chlann Raghnaill (« Le Vaisseau du clan Raghnall », la birlinn est un type de caravelle utilisée par les Gaels au Moyen Âge) est un poème célèbre d'Alasdair Mac Mhaighstir Alasdair.

## Poésie
- Bìrlinn Chlann Raghnaill: extrait d'An Lasair p. 202-217
- Cuachag an Fhàsaich
- Guidhe no Ùrnaigh an Ùghdair do 'n Cheòlraidh
- Marbhrann do Pheata Coluim
- Moladh an Leòghainn
- Moladh an Ùghdair don t-Seann Chànain Ghàidhlig
- Moladh Mòraig: extrait d'An Lasair, p. 126-33
- Acarsaid nan Con ’s nan Gillean: extrait d'An Lasair, p. 190-1
- An Litir gun Chéir Oirr: extrait d'An Lasair, p. 162-3

### Poésie célébrant la nature
- Allt an t-Siùcair
- Òran a' Gheamhraidh
- Òran an t-Samhraidh

### Poésie jacobite
- Brosnachadh nam Fineachan
- Clò Mhic 'Ille Mhìcheil
- Òran don Phrionnsa Teàrlach ('O hi ri rì, tha e tighinn')
- Òran mu Bhliadhna Theàrlaich
- Òran nam Fineachan Gàidhealach

### Satire
- Aoir do na Caimbeulaich
- An Airce
- Mì-mholadh Mòraig

## Postérité
L'ouvrage de Raghnall Mac 'Ille Dhuibh intitulé Alasdair Mac Mhaighstir Alasdair: The Ardnamurchan Years (Coll, 1986) retrace la jeunesse du barde. An Introduction to Gaelic Poetry (Édimbourg, 1990) et Gaelic Poetry in the Eighteenth Century (Aberdeen, 1993), tous deux de Ruaraidh MacThòmais, contiennent des informations sur la poésie d'Alasdair mac Mhaighstir Alasdair. La plupart de ses poèmes sont rassemblés dans The Poems of Alexander MacDonald, édité par MacDonald et Macdonald (Inverness, 1924).